# Hillwood Development
Die Hillwood Development Company ist ein Immobilienunternehmen aus Fort Worth im Bundesstaat Texas. Hillwood Development ist ein Immobilienprojektentwickler und -verwalter (Facilitymanagement). Es gehört zum Vermögen der Perot-Familie des US-Milliardärs Ross Perot. Chairman ist Henry Ross Perot Junior (1958).
Die Firma entwickelt Projekte im Bereich Büro, Industrie, Wohnungen, Einzelhandel, Unterhaltung, Golf, Energie und Luftfahrt. Über Texas hinaus werden auch Projekte in Florida, Georgia, Hawaii, Kalifornien, Mississippi, Pennsylvania und Wyoming realisiert. Projektnamen sind vor allem Alliance, Hillwood und Victory (von Victory Intangibles).
Im Zentrum von Dallas entlang der Interstate 35 wird das Victory Park Projekt entwickelt. Dieses umfasst auch das W Dallas Victory Hotel & Residences, The House by Starck & yoo, das American Airlines Center, das Victory Plaza Building und die Victory Park Super Screens. Aufgrund der internationalen Finanzkrise könnte das Victory Park Projekt in Dallas scheitern.